# Willard Brownson
Willard Herbert Brownson (ur. 8 lipca 1845 w Lyons, zm. 16 marca 1935 w Waszyngtonie) – amerykański wojskowy, admirał United States Navy, uczestnik walk z meksykańskimi piratami w 1870 roku i wojny amerykańsko-hiszpańskiej, w latach 1906–1907 dowódca Floty Azjatyckiej.

## Życiorys
Willard H. Brownson urodził się w Lyons w stanie Nowy Jork. Akademię Marynarki Wojennej ukończył w 1865 roku. W latach 1865–1868 służył na północnym Atlantyku, następnie we Flocie Pacyfiku. W 1870 roku, będąc w składzie załogi slupa „Mohican” wziął udział w bitwie z meksykańskim parowcem pirackim „Forward”. W kolejnych latach pełnił różne funkcje na lądzie i morzu, dowodził między innymi USS „Blake” w służbie Coast and Geodetic Survey oraz krążownikiem pancernopokładowym „Detroit”. Na pokładzie tego ostatniego przebywał w Rio de Janeiro podczas brazylijskiej wojny domowej lat 1893–1895.
Podczas wojny amerykańsko-hiszpańskiej dowodził zarekwirowanym parowcem „Yankee”, biorąc udział w blokadzie Kuby. W 1899 roku został awansowany do stopnia komandora i objął dowodzenie pancernika „Alabama”. W latach 1902–1905 pełnił funkcję superintendenta Akademii Marynarki Wojennej. W 1905 roku awansował do stopnia kontradmirała, zostając dowódcą 4 Dywizjonu Floty Północnoatlantyckiej, z krążownikiem pancernym „West Virginia” jako okrętem flagowym. 15 października 1906 roku mianowano go dowódcą Floty Azjatyckiej. Pełnił tę funkcję do przejścia w stan spoczynku w lipcu następnego roku.
Zgodnie z decyzją prezydenta Theodora Roosevelta objął stanowisko szefa Bureau of Navigation, odpowiedzialnego za sprawy personalne floty. Jednak gdy w grudniu 1907 roku prezydent, wbrew jego opinii, zdecydował o oddaniu komendy nad okrętami szpitalnymi US Navy w ręce lekarzy, na znak protestu podał się do dymisji. Zmarł w Waszyngtonie w 1935 roku. Od jego nazwiska pochodziły nazwy dwóch niszczycieli US Navy: „Brownson” (DD-518) oraz „Brownson” (DD-868).
Z małżeństwa z Isabellą Roberts miał czworo dzieci: Henry'ego (zmarłego w dzieciństwie), Harriet, Roswella oraz Caroline. Najmłodsza córka poślubiła w 1910 roku przyszłego admirała, Thomasa C. Harta.